# Юнджин Кім
Юнджи́н Кім (кор. 김윤진, нар. 7 листопада 1973, Сеул, Республіка Корея) — південнокорейська та американська акторка. Прославилась завдяки ролі Сон Квон в серіалі «Загублені».

## Біографія
Кім Юнджин народилась 7 листопада 1973 року в Сеулі. Родина Юнджин переїхала в Америку у 1980 році де її другим домом став Нью-Йорк. Після закінчення навчання у Бостонському університеті вона розпочала свою акторську кар'єру з невеликих ролей у американських серіалах. У 1996 році молода акторка зіграла свою першу роль у корейському серіалі «Барвисте свято» дія якого відбувалася в Нью-Йорку, після закінчення зйомок в якому Юнджин вирішила повернутися до Кореї. Наприкінці 1990-х років вона зіграла декілька ролей у корейських телесеріалах та дебютувала у кіно, зігравши одну з головних ролей в першому корейському блокбастері «Свірі». Після зйомок ще у декількох фільмах на батьківщині, Юнджин у 2004 році повертається до США де починає зніматися в серіалі «Загублені». Після виходу на телеекрани серіалу, в якому вона грає роль Сон Квон, Кім Юнджин стала відомою по обидві сторони Тихого океану — і в США і в рідній Кореї. Її героїня — один із центральних персонажів протягом усіх шести сезонів. Після закінчення фільмування серіалу «Загублені» вона знов вирушає на батьківщину, де знімається в головних ролях декількох фільмів, у тому числі «Сусід» та «Ода моєму батькові». Починаючи з 2013 року Юнджин знімалася в усіх чотирьох сезонах американського серіалу «Коханки», що є американською версією однойменного британського серіалу.
У 2018 році акторка зіграла головну роль в корейському серіалі «Місіс Ма, богиня помсти».

## Фільмографія

### Телевізійні серіали
| Рік       | Назва                        | Роль         | Мережа |
| --------- | ---------------------------- | ------------ | ------ |
| 1996      | «Барвисте свято»             | Кан Мірім    | MBC    |
| 1996      | «Троє чоловіків і три жінки» |              | MBC    |
| 1997      | «Передчуття»                 | Чан Сейон    | MBC    |
| 1997—1998 | «Весільна сукня»             | Джіна        | KBS2   |
| 1999      | «Кохання у 3-х кольорах»     | Чан Хїджу    | KBS2   |
| 2004–2010 | «Lost»                       | Сан Хва Квон | ABC    |
| 2013–2016 | «Коханки»                    | Карен Кім    | ABC    |
| 2018      | «Місіс Ма, богиня помсти»    | місіс Ма     | SBS    |

### Фільми
| Рік  | Назва                | Роль               |
| ---- | -------------------- | ------------------ |
| 1999 | «Свірі»              | Лі Мьонхьон        |
| 2000 | «Легенда Гінко »     | Йон                |
| 2001 | «Порив»              | Сойон              |
| 2002 | «Залізні долоні»     | Чіні               |
| 2002 | «Вчора»              | Кім Хісу / Но Хісу |
| 2002 | «Жар»                | Міхин              |
| 2005 | «Червневий щоденник» | Со Юнхї            |
| 2007 | «Мама»               |                    |
| 2008 | «Сім днів»           | Ю Чійон            |
| 2010 | «Гармонія»           | Чонхе              |
| 2011 | «Серцебиття»         | Чхе Йонхї          |
| 2012 | «Сусід»              | Кьонхі             |
| 2014 | «Ода моєму батькові» | Йонджа             |
| 2017 | «Будинок зниклих»    | Кан Міхї           |

## Нагороди
| Рік  | Нагорода                                       | Категорія                                                               | Робота                    | Результат |
| ---- | ---------------------------------------------- | ----------------------------------------------------------------------- | ------------------------- | --------- |
| 1999 | 35-та Премія мистецтв Пексан                   | Краща нова кіноакторка                                                  | «Свірі»                   | Номінація |
| 1999 | 36-та Премія Великий дзвін                     | Краща нова акторка                                                      | «Свірі»                   | Перемога  |
| 1999 | 19-та Премія Корейської асоціації кінокритиків | Краща нова акторка                                                      | «Свірі»                   | Перемога  |
| 1999 | 22-га Премія золотий кінематограф              | Краща нова акторка                                                      | «Свірі»                   | Перемога  |
| 1999 | 20-та Кінопремія Блакитний дракон              | Краща нова акторка                                                      | «Свірі»                   | Номінація |
| 2002 | 23-тя Кінопремія Блакитний дракон              | Краща акторка                                                           | «Жар»                     | Перемога  |
| 2002 | 5-та Режисерська премія                        | Краща акторка                                                           | «Жар»                     | Перемога  |
| 2002 | 7-ма Кінопремія глядачів жінок                 | Краща акторка                                                           | «Жар»                     | Перемога  |
| 2003 | 40-а Премія Великий дзвін                      | Краща акторка                                                           | «Жар»                     | Номінація |
| 2003 | 2-га Корейська кінопремія                      | Краща акторка                                                           | «Жар»                     | Номінація |
| 2004 | Телевізійна асоціація Online кіно              | Краща акторка другого плану у серіалі                                   | «Lost»                    | Номінація |
| 2005 | Телевізійна асоціація Online кіно              | Краща акторка другого плану у серіалі                                   | «Lost»                    | Номінація |
| 2005 | 3-тя Премія Золоте дербі                       | Краща драматична акторка другого плану                                  | «Lost»                    | Номінація |
| 2006 | Премія Азійська майстерність                   | Видатна акторка телебачення                                             | «Lost»                    | Перемога  |
| 2006 | 12-та Премія Гільдії кіноакторів               | Кращий акторський склад у драматичному серіалі                          | «Lost»                    | Перемога  |
| 2006 | 4-та Премія Золоте дербі                       | Акторський ансамбль року                                                | «Lost»                    | Номінація |
| 2007 | 28-ма Кінопремія Блакитний дракон              | Краще вбрання                                                           | Н/Д                       | Перемога  |
| 2007 | 5-та Премія Золоте дербі                       | Акторський ансамбль року                                                | «Lost»                    | Номінація |
| 2007 | Телевізійний фестиваль в Монте-Карло           | Видатна акторка драматичного серіалу                                    | «Lost»                    | Номінація |
| 2008 | 2-га Азійська кінопремія                       | Краща акторка                                                           | «Сім днів»                | Номінація |
| 2008 | 45-та Премія Великий дзвін                     | Краща акторка                                                           | «Сім днів»                | Перемога  |
| 2008 | 5-та Премія Max Movie                          | Краща акторка                                                           | «Сім днів»                | Перемога  |
| 2008 | 44-та Премія мистецтв Пексан                   | Краща кіноакторка                                                       | «Сім днів»                | Номінація |
| 2008 | 29-та Кінопремія Блакитний дракон              | Краща акторка                                                           | «Сім днів»                | Номінація |
| 2008 | 7-ма Корейська кінопремія                      | Краща акторка                                                           | «Сім днів»                | Номінація |
| 2008 | JC Penney Asian Excellence Awards              | Видатна акторка телебачення                                             | «Lost»                    | Номінація |
| 2008 | Телевізійний фестиваль в Монте-Карло           | Видатна акторка драматичного серіалу                                    | «Lost»                    | Номінація |
| 2008 | 6-та Премія Золоте дербі                       | Краща драматична акторка другого плану                                  | «Lost»                    | Номінація |
| 2008 | 6-та Премія Золоте дербі                       | Акторський ансамбль року                                                | «Lost»                    | Перемога  |
| 2009 | 35-та Премія Сатурн                            | Найкраща телеакторка другого плану                                      | «Lost»                    | Номінація |
| 2009 | Телевізійний фестиваль в Монте-Карло           | Видатна акторка драматичного серіалу                                    | «Lost»                    | Номінація |
| 2010 | Телевізійний фестиваль в Монте-Карло           | Видатна акторка драматичного серіалу                                    | «Lost»                    | Номінація |
| 2010 | 8-ма Премія Золоте дербі                       | Акторський ансамбль року                                                | «Lost»                    | Номінація |
| 2010 | Scream Awards                                  | Краща акторка другого плану                                             | «Lost»                    | Номінація |
| 2015 | 52-га Премія Великий дзвін                     | Краща акторка                                                           | «Ода моєму батькові»      | Номінація |
| 2015 | 8-ма Кінопремія Seoul Senior Citizen           | Краща пара в кіно(разом з Хван Чон Міном)                               | «Ода моєму батькові»      | Перемога  |
| 2017 | Премія Сяюча зірка корейського кіно            | Зіркова нагорода                                                        | «Будинок зниклих»         | Перемога  |
| 2017 | 1-ша Сеульська премія                          | Краща кіноакторка                                                       | «Будинок зниклих»         | Номінація |
| 2018 | Премія SBS драма                               | Нагорода за високу майстерність (акторки щоденної / вихідного дня драми | «Місіс Ма, богиня помсти» | Номінація |